# Глинка, Яков Васильевич
Я́ков Васи́льевич Гли́нка (19 (31) мая 1870, Житомир, Волынская губерния — 10 августа 1950, Ульяновск, Ульяновская область) — начальник канцелярии Государственной думы Российской империи, сенатор, мемуарист; после революции 1917 года — художник.

## Биография
Родился в 19 [31] мая 1870 года в Житомире Волынской губернии, в старинной дворянской семье. Сын тайного советника Василия Матвеевича Глинки.
В 1895 году окончил юридический факультет Императорского Санкт-Петербургского университета и поступил на службу в Государственную канцелярию. С 1905 года — старший делопроизводитель отделения законов Государственной канцелярии.
В 1906 году откомандирован для ведения делопроизводства в открывающуюся Государственную думу I созыва. После роспусков I и II созывов Государственных дум возглавлял временные канцелярии дум, обрабатывавшие накопленную документацию между созывами. Один из инициаторов организации Канцелярии Государственной думы как самостоятельного государственного учреждения.
После учреждения канцелярии в июле 1908 года — начальник отделения Общего собрания (одного из трёх отделений). Фактически Я. В. Глинка выполнял роль советника и ассистента всех председателей Государственных дум III и IV созывов; готовил всю информацию, необходимую председателям; во время собраний думы сидел за спиной председателя и обеспечивал его всеми необходимыми сведениями. Глинка сумел установить доверительные отношения с председателями думы А. И. Гучковым и М. В. Родзянко.
Инициатор (совместно с А. А. Клоповым) и автор составленной в марте 1916 года записки для императора Николая II, призывавшей к введению ответственного перед думой министерства. Записка, под авторством А. А. Клопова, была представлена императору в октябре 1916 года.
После Февральской революции, 2 марта 1917 года назначен управляющим делами Временного комитета Государственной думы. После фактического прекращения работы думы и всех её учреждений, с 1 мая 1917 года — сенатор первого департамента Правительствующего сената.
После Октябрьской революции переезжает в Житомир. В декабре 1917 года, совместно с В. В. Шульгиным, возглавлял список «от православных приходов и хлеборобов» Волынской губернии на выборах в Украинское учредительное собрание.
Нанявшись землекопом на строительство местного театра, Глинка затем поступает работать в театр и постепенно становится театральным художником. С 1938 года до момента смерти — художник Ульяновского драматического театра.
Умер 10 августа 1950 года в Ульяновске. Похоронен на Воскресенском кладбище.

## Семья
Жена Глинки (с 1898) — Елена Николаевна (25.12.1873—22.10.1966) — была дочерью коннозаводчика Петрова. У супругов родились три дочери и сын.
Старшая дочь — Татьяна Яковлевна Гремина (02.03.1898—22.11.1985) была актрисой, играла в Магнитогорском драматическом театре имени А. С. Пушкина. Была замужем за заслуженным артистом РСФСР, актёром и режиссёром Дмитрием Орестовичем Козловским (26.05.1897—15.01.1976).
Вторая дочь — Ольга Яковлевна (27.08.1904—17.08.1996) — детский врач, жила в Москве, была замужем за авиаинженером Николаем Владимировичем Шмигельским (23.09.1900—04.03.1990).
Сын — Георгий Глинка, летчик-орденоносец, лейтенант, в 1942 г. «пропал без вести в воздушном бою с немецким фашизмом».

## Мемуары
Автор дневника «Одиннадцать лет в Государственной думе. 1906—1917» (М., Новое литературное обозрение, 2001.). Книга, написанная не для публикации, представляет собой исторический источник, раскрывающий механизм функционирования думы.